# Głuszyno
Głuszyno (kaszb. Wiôlgié Głëszëno lub Głuszënò, niem. Groß Gluschen) – wieś w Polsce położona w województwie pomorskim, w powiecie słupskim, w gminie Potęgowo.
W latach 1975–1998 miejscowość administracyjnie należała do województwa słupskiego.
W pobliżu wsi przebiega linia kolejowa nr 202 Gdańsk-Stargard, z przystankiem Głuszyno Pomorskie.

## Nazwa
Nazwa miejscowości, wzmiankowana po raz pierwszy w formie Goluzkyna w 1310, ma pochodzenie słowiańskie. Co do jej charakteru wysunięto następujące hipotezy etymologiczne:
- nazwa topograficzna wyprowadzona od nazwy pospolitej głusza z formantem -ino[6],
- nazwa dzierżawcza wyprowadzona od nazwy osobowej Głuchy z formantem -ino[6].

Friedrich Lorentz odnotował formę nazwy w lokalnych gwarach słowińskich: Vjẽlђė Glȧ̃šänɵ wraz z nazwami mieszkańców zarówno z pominiętym formantem -in-: Glä̀šȯu̯n, Glä̀šȯu̯nkă „głuszynianin, głuszynianka”, jak i w formie pełnej: Glä̀šäńȯu̯n, Glä̀šäńȯu̯nkă „ts.”. Niemiecka nazwa Groß Gluschen jest adaptacją fonetyczną pierwotnej nazwy słowiańskiej z wyróżnikiem groß „wielki”, dodanym dla odróżnienia od sąsiedniej miejscowości Klein Gluschen „Głuszynko”.
Rada Języka Kaszubskiego proponuje kaszubską formę nazwy Głëszëno.

## Zabytki
- neoklasycystyczny pałac z 1926 wzniesiony na pozostałościach XIX wieku, piętrowy, na planie wydłużonego prostokąta, rozbudowany ryzalitami o opilastrowanych elewacjach, w otoczeniu park[9].

## Odkrycia archeologiczne
Sztylet z epoki brązu.